# Факультет иностранных языков и регионоведения МГУ
Факультет иностранных языков и регионоведения (ФИЯР) — один из новых факультетов МГУ.
Основное направление деятельности факультета ориентировано на подготовку специалистов по международному общению. Основной принцип обучения иностранным языкам на факультете заключается в совместном изучении языка и культуры народов, говорящих на нём.

## История создания
Факультет был создан в 1988 году профессором Светланой Григорьевной Тер-Минасовой на базе отделения по преподаванию иностранных языков, входящего в структуру филологического факультета МГУ. В 1992 году был произведён первый набор студентов. Нынешнее имя факультет получил в 2005 году. В 2011 году конкурс на место составил 28,8 человек.

## Учебный процесс
На сегодняшний день факультет готовит бакалавров, специалистов и магистров. На факультете существуют четыре отделения. Так же успешно работают аспирантура, международные программы и программы дополнительного образования.

### Отделение лингвистики и межкультурной коммуникации
Отделение лингвистики и межкультурной коммуникации (ЛиМКК) объединяет студентов, которые решили связать свою жизнь со всесторонним изучением основных европейских языков: английского, немецкого, французского, испанского, итальянского или одного из славянских языков (чешского, польского, болгарского, сербского). 
Отделение лингвистики и межкультурной коммуникации ведёт подготовку по направлению подготовки «Лингвистика», в рамках данного направления подготовка ведётся по двум профилям: Теория и методика преподавания иностранных языков и культур и Теория и практика межкультурной коммуникации.

### Отделение перевода и переводоведения
Ведётся подготовка по направлению «Перевод и переводоведение». Отделение готовит высококвалифицированных устных и письменных переводчиков со свободным владением двумя и более иностранными языками, существует много вариантов прохождения практики. 

### Отделение региональных исследований и международных отношений
Отделение региональных исследований и международных отношений готовит уникальных специалистов-международников широкого профиля со свободным владением двумя и более иностранными языками по направлениям «Зарубежное регионоведение» и «Регионоведение России».

### Отделение культурологии
Отделение культурологии факультета иностранных языков и регионоведения было открыто в 2009 году на базе кафедры сравнительного изучения национальных литератур и культур. Отделение ведёт подготовку по направлению "Культурология" с изучением двух иностранных языков, выпускникам отделения присваиваются степени "Бакалавр культурологии", "Магистр культурологии".
Сегодня на факультете работают как российские специалисты (35 докторов наук и 140 кандидатов наук), так и зарубежные преподаватели из Австрии, Германии, Чехии, Польши, Болгарии, Югославии, Испании, Италии, Великобритании, Франции, США и Канады, которые ведут практические занятия и читают лекционные курсы.

## Кафедры факультета
- Кафедра теории преподавания иностранных языков (заведующая д.п.н, профессор С. В. Титова)
- Кафедра лингвистики, перевода и межкультурной коммуникации (заведующая д.фил.н. Г. Г. Молчанова)
- Кафедра лингвистики и информационных технологий (и. о. заведующей к.п.н. В. А. Фадеева)
- Кафедра сопоставительного изучения языков (заведующий д.фил.н. И. Г. Милославский)
- Кафедра сравнительного изучения национальных литератур и культур (и. о. заведующей к.к.н. Н. В. Карташева)
- Кафедра региональных исследований (заведующая д.и.н. А. В. Павловская)
- Кафедра славянских языков и культур (заведующая д.фил.н. Н. Н. Запольская)
- Кафедра французского языка для ФИЯР (заведующая д.фил.н. Г. И. Бубнова)
- Кафедра французского языка и культуры (заведующая д.фил.н. Т. Ю. Загрязкина)
- Кафедра немецкого языка и культуры (заведующий д.и.н. В. В. Захаров)
- Кафедра испанского языка (заведующая д.фил.н. М. М. Раевская)
- Кафедра итальянского языка (заведующая д.к.н. Д. А. Шевлякова)
- Кафедра английского языка для гуманитарных факультетов (заведующая к.фил.н. М. Г. Кочетова)
- Кафедра английского языка для естественных факультетов (заведующая д.фил.н. Л. В. Полубиченко)
- Кафедра иностранных языков для географического факультета (заведующая д.фил.н. А. И. Комарова)

## Известные выпускники
- Марк Тишман (1991)
- Марина Грановская (1997)
- Максим Ильяхов (2010)